# Том Питърс
Томас Дж. Питърс (на английски: Thomas J. Peters) е американски автор в областта на мениджърските бизнес практики.
Известен е най-вече с книгата си В търсене на отлични постижения (Tom Peters, Robert H. Waterman, Jr., In Search of Excellence, 1982), преведена на български като Питърс, Т., Р. Уотърман, Към съвършенство във фирменото управление, изд. Наука и изкуство, 1988.

## Биография
Питърс е роден на 7 ноември 1942 г. в Балтимор, Мериленд. Учи в гимназията Училище Северн и посещава университета Корнел, където получава бакалавърска степен по строително инженерство през 1965 и магистърска степен през 1966 г. По-късно учи бизнес в Станфордското бизнес училище, където получава магистърска степен и следва докторантура. През 2004 г. той също получава титлата доктор хонорис кауза от Университета по мениджмънт в Москва.
От 1966 до 1970 г. той служи в американския военноморски флот, като два пъти ходи до Виетнам като охранител на морски бази и след това работи за Пентагона. От 1973 до 1974 г. той работи за Белия дом като старши съветник по въпросите за злоупотребата с наркотични вещества по време на администрацията на Никсън. Питърс по-късно отправя благодарности за влиянието, което му оказва военния стратег полковник Джон Бойд, в някои от своите по-късни произведения.
От 1974 до 1981 г. Питърс работи като мениджмънт-консултант в McKinsey & Company, където става партньор и лидер по приложение на организационна ефективност през 1979. През 1981 той напуска McKinsey, за да стане независим консултант.
През 1990 на Питърс му е оказана чест от Британския департамент на търговията и индустрията с признаването му за един от световните Гурута по качество.

## Автор на бестселъри
Книгата му В търсене на отлични постижения, публикувана през 1982, става бестселър, получавайки за рамките на САЩ национална гласност, след като е представена чрез серия от специални телевизионни предавания, базирани на нея, и които са с водещ Питърс, тези предавания се появяват по PBS. Основната идея, която е възприета в книгата, е, че решаването на бизнес проблемите става с възможно най-малко преразходи, като се упълномощават и се дава възможност в компанията на тези, които са способни да правят бързи и точни решения, на различни нива на организацията.
Най-новата книга на Питърс е „Малките големи неща“ (The Little Big Things), излезла от печат март 2010.
Питърс понастоящем живее във Западен Тинмаут, Върмонт със своята съпруга Сюзан Сърджънт и продължава да пише и да говори за личното и бизнес развитие и методологии за решаване на проблемите.